# 2MASS J04414489+2301513

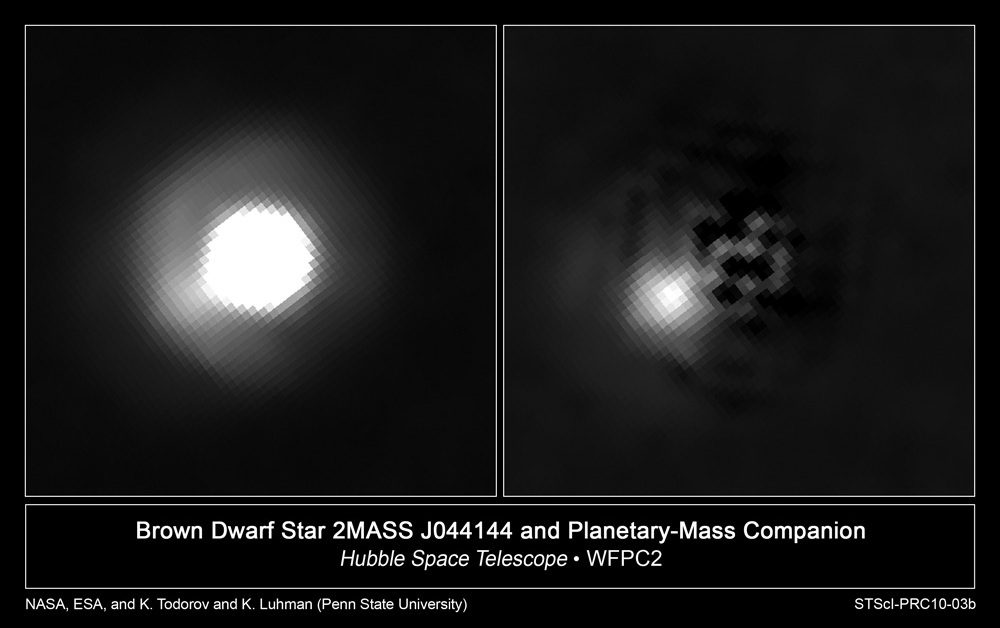
Brązowy karzeł i jego towarzysz (HST)

2MASS J04414489+2301513 (również 2M044144) – brązowy karzeł znajdujący się w konstelacji Byka w odległości około 457 lat świetlnych. Jego masa jest około 20 razy większa od masy Jowisza. Okrąża go planeta, której masa wynosi 5-10 mas Jowisza. Wiek 2MASS J04414489+2301513 wynosi około miliona lat.
Obiekt towarzyszący brązowemu karłowi został odkryty w trakcie badań 32 młodych brązowych karłów położonych w regionie powstawania gwiazd w gwiazdozbiorze Byka. Okrąża on brązowego karła w odległości około 3,6 miliarda kilometrów, a więc większej niż odległość Urana od Słońca.